# Max Unger (musikolog)
Max Ernst Unger, född 28 maj 1883 i Taura, Sachsen, död 1 december 1959 i Zürich, var en tysk musikolog.
Unger var elev vid Leipzigs musikkonservatorium och till Hugo Riemann. Han verkade i Leipzig som körföreningsdirigent och musikreferent. Unger författade en biografi över Muzio Clementi, men ägnade sig i övrigt huvudsakligen åt Ludwig van Beethovens liv och verk, varom han utgav större och mindre skrifter.